# French Open 2013 (turniej legend poniżej 45 lat)
French Open 2013 – turniej legend poniżej 45 lat – zawody deblowe legend poniżej 45 lat, rozgrywane w ramach drugiego w sezonie wielkoszlemowego turnieju tenisowego, French Open. Zmagania miały miejsce w dniach 4–9 czerwca na ziemnych kortach Stade Roland Garros w Paryżu.

## Drabinka

#### Klucz
- w/o – walkower
- k – krecz
- d – dyskwalifikacja
- Q – kwalifikant
- WC – dzika karta
- LL – szczęśliwy przegrany
- Alt – zawodnik zastępczy
- PR – ochrona rankingu
- SE – specjalna przepustka
- ITF – ranking ITF
- JE – ranking juniorski

### Faza finałowa
|  |       |                                |   |   |   |
|  | Finał |                                |   |   |   |
|  |       |                                |   |   |   |
|  |       |                                |   |   |   |
|  |       |                                |   |   |   |
|  | A1    | Cédric Pioline Fabrice Santoro | 4 | 6 |   |
|  | A1    | Cédric Pioline Fabrice Santoro | 4 | 6 |   |
|  | B2    | Albert Costa Carlos Moyá       | 6 | 4 | k |
|  | B2    | Albert Costa Carlos Moyá       | 6 | 4 | k |
|  |       |                                |   |   |   |

### Faza początkowa

#### Grupa A
|    |                                 | Cédric Pioline Fabrice Santoro | Sergi Bruguera Richard Krajicek | Michael Chang Andrij Medwediew | Mecze W–L | Sety W–L | Gemy W–L | Miejsce |
| A1 | Cédric Pioline Fabrice Santoro  |                                | 6:2, 6:4                        | 7:6(8), 6:4                    | 2–0       | 4–0      | 25–16    | 1.      |
| A2 | Sergi Bruguera Richard Krajicek | 2:6, 4:6                       |                                 | 4:6, 7:6(7), 10–3              | 1–1       | 2–3      | 18–24    | 2.      |
| A3 | Michael Chang Andrij Medwediew  | 6:7(8), 4:6                    | 6:4, 6:7(7), 3–10               |                                | 0–2       | 1–4      | 22–25    | 3.      |

#### Grupa B
|    |                                   | Thomas Enqvist Sébastien Grosjean | Albert Costa Carlos Moyá | Gastón Gaudio Goran Ivanišević | Mecze W–L | Sety W–L | Gemy W–L | Miejsce |
| B1 | Thomas Enqvist Sébastien Grosjean |                                   | 0:6, 4:6                 | 7:5, 6:3                       | 1–1       | 2–2      | 17–20    | 2.      |
| B2 | Albert Costa Carlos Moyá          | 6:0, 6:4                          |                          | 4:6, 6:2, 10–7                 | 2–0       | 4–1      | 23–12    | 1.      |
| B3 | Gastón Gaudio Goran Ivanišević    | 5:7, 3:6                          | 6:4, 2:6, 7–10           |                                | 0–2       | 1–4      | 16–24    | 3.      |